# Solbergs kyrka
Solbergs kyrka ligger i Solbergs samhälle, fem mil norr om Bredbyn, i Örnsköldsviks kommun. Den är församlingskyrka i Anundsjö församling, Härnösands stift.

## Kyrkobyggnaden
Kyrkan uppfördes 1915-1917 av byggmästare A. Johansson från Gullänget efter ritningar av Otar Hökerberg och är den första på platsen. Den ligger på en höjd och på mark som ställts till förfogande av Mo och Domsjö. Den invigdes i september 1918 av biskop Ernst Lönegren. 
Träkyrkan består av ett trettiosju meter långt enskeppigt långhus. Vid östra kortsidan finns en lägre utbyggnad för kor och sakristia och vid västra kortsidan ett lågt torn vars strävpelare utgör väggar för vapenhuset. Byggnaden har ett väldigt tegeltäckt sadeltak, djupt nerdraget ända till marken. År 1924 försågs kyrkan med panel och rödfärgades. Numera är den åter tjärad.
Kyrkorummet är ett enda stort långhus med smalt djupt kor och en öppen takstol. Tvärsektionen är triangelformad. Rummet saknar traditionell utsmyckning och är enkelt och kärvt med oljade timmerväggar. Målad färg finns på bänkar och predikstol i blått och grönt.   
Kyrkan har inte restaurerats men renoverades 1952.

## Inventarier
- Dopfunten av trä är tillverkad 1922 i Flen. Tillhörande dopfat i mässing bär inskriptionen: "Låten barnen komma till mig" ur Markus 10:14.
- Vinrankor målade i koret av Yngve Lundström.
- Kyrkorummets ljuskronor i trä är tillverkade 1922 och bär endast levande ljus.
- En ny altaruppsats tillverkad av skulptören Holger Persson från Sollefteå tillkom 1952.
- En kyrkklocka gjuten av Bergholtz klockgjuteri tillkom 1920 som ersatte tidigare metalltriangel och slägga.

## Bilder

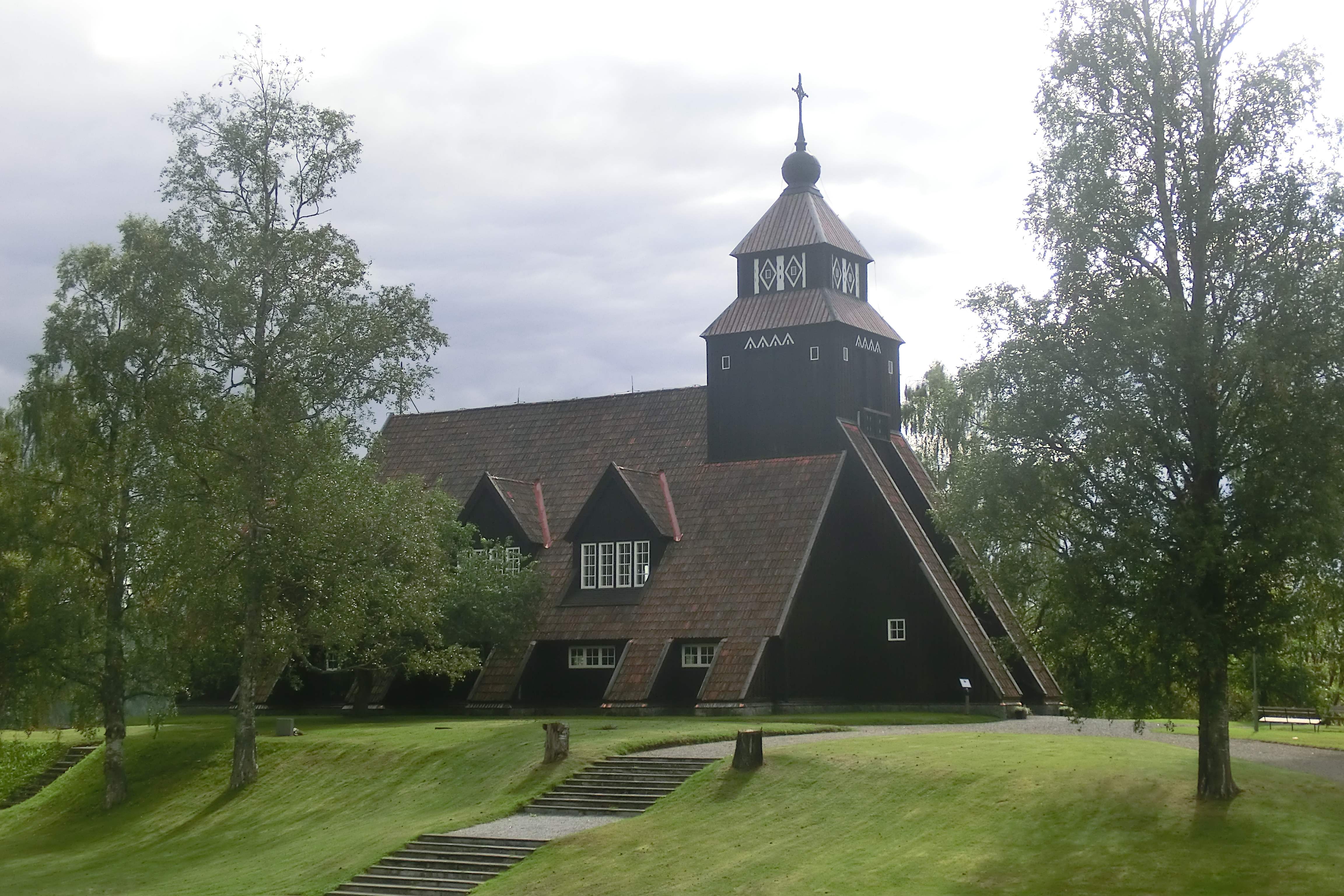
Kyrkan sedd från norr
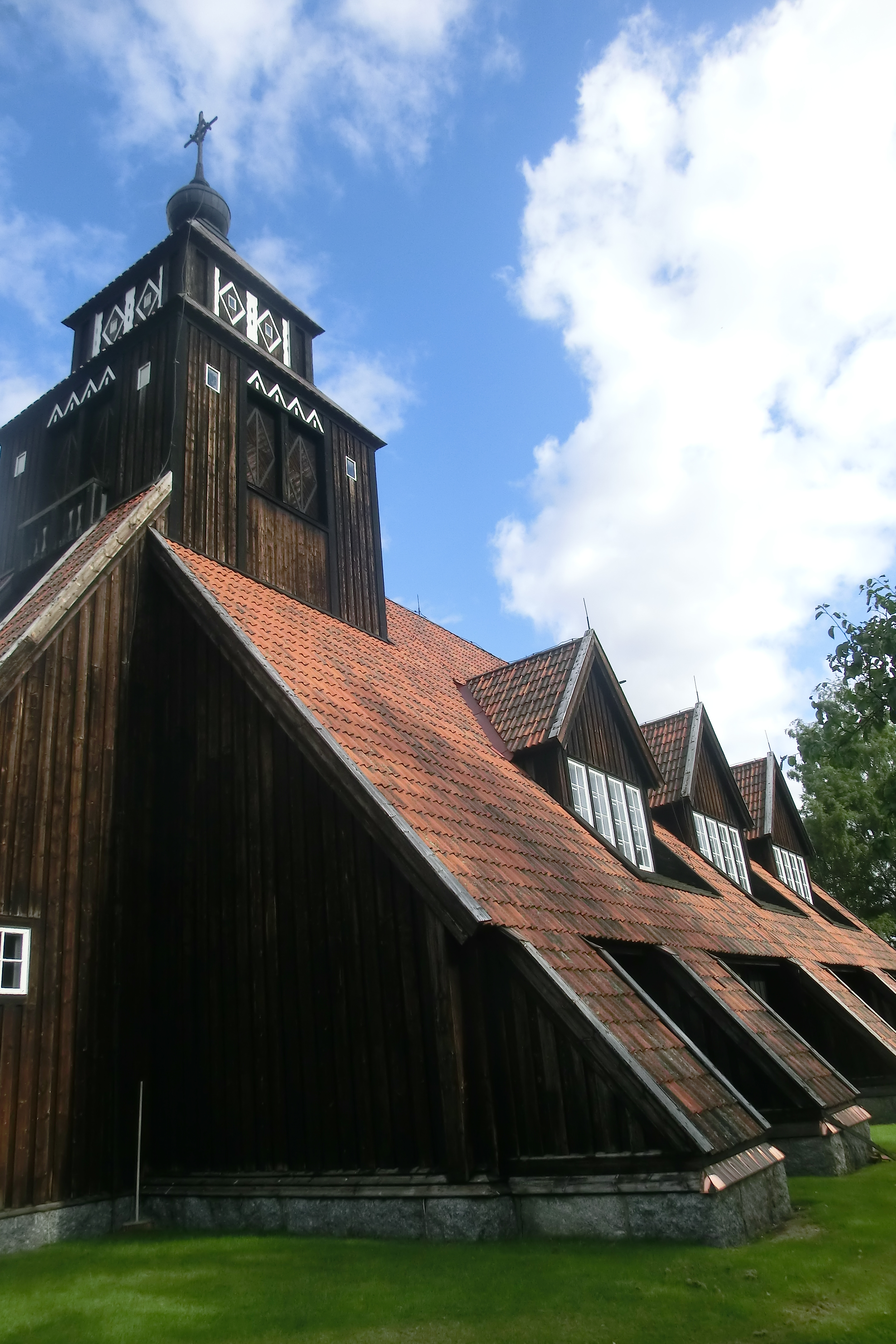
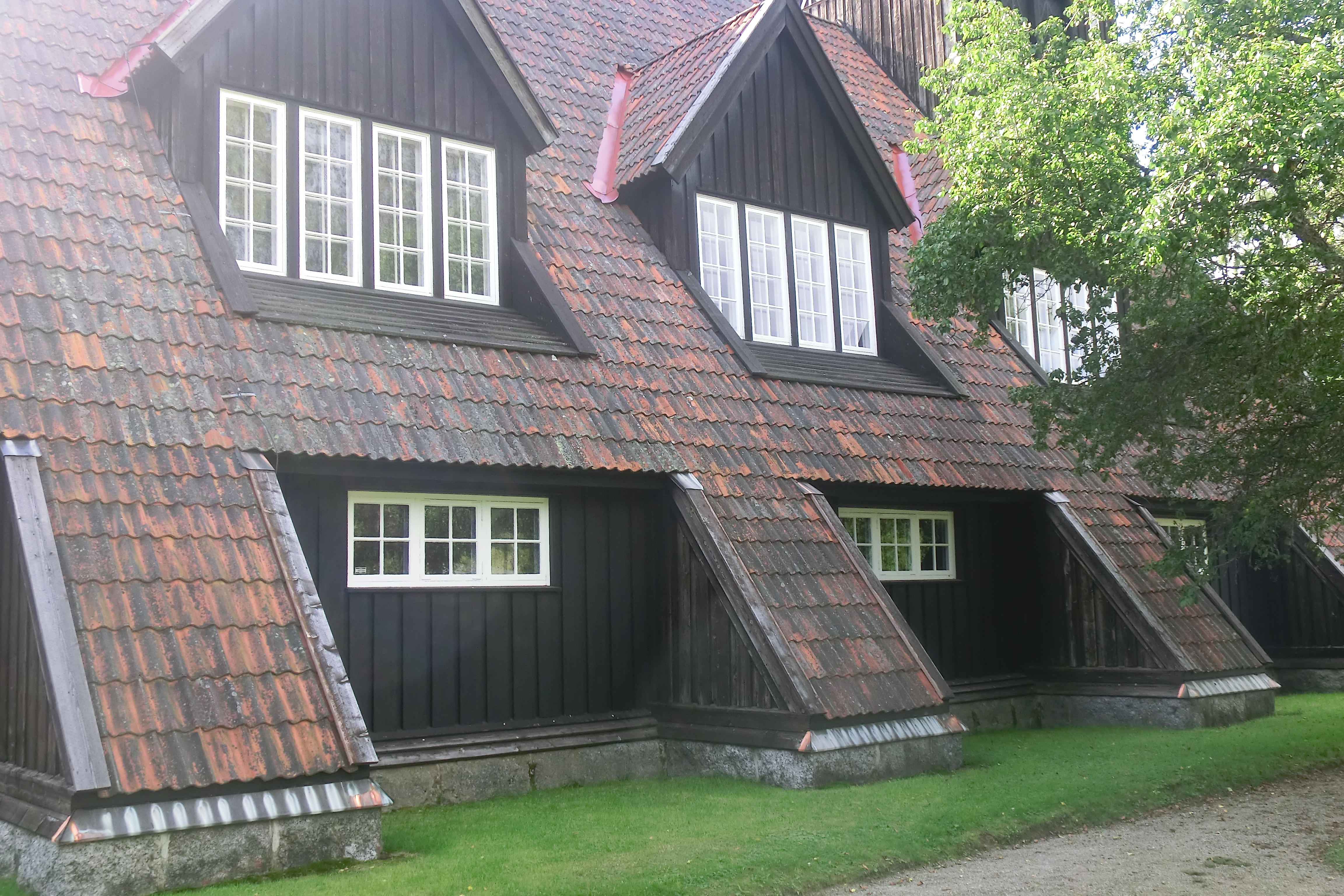
Norra väggen mer i detalj
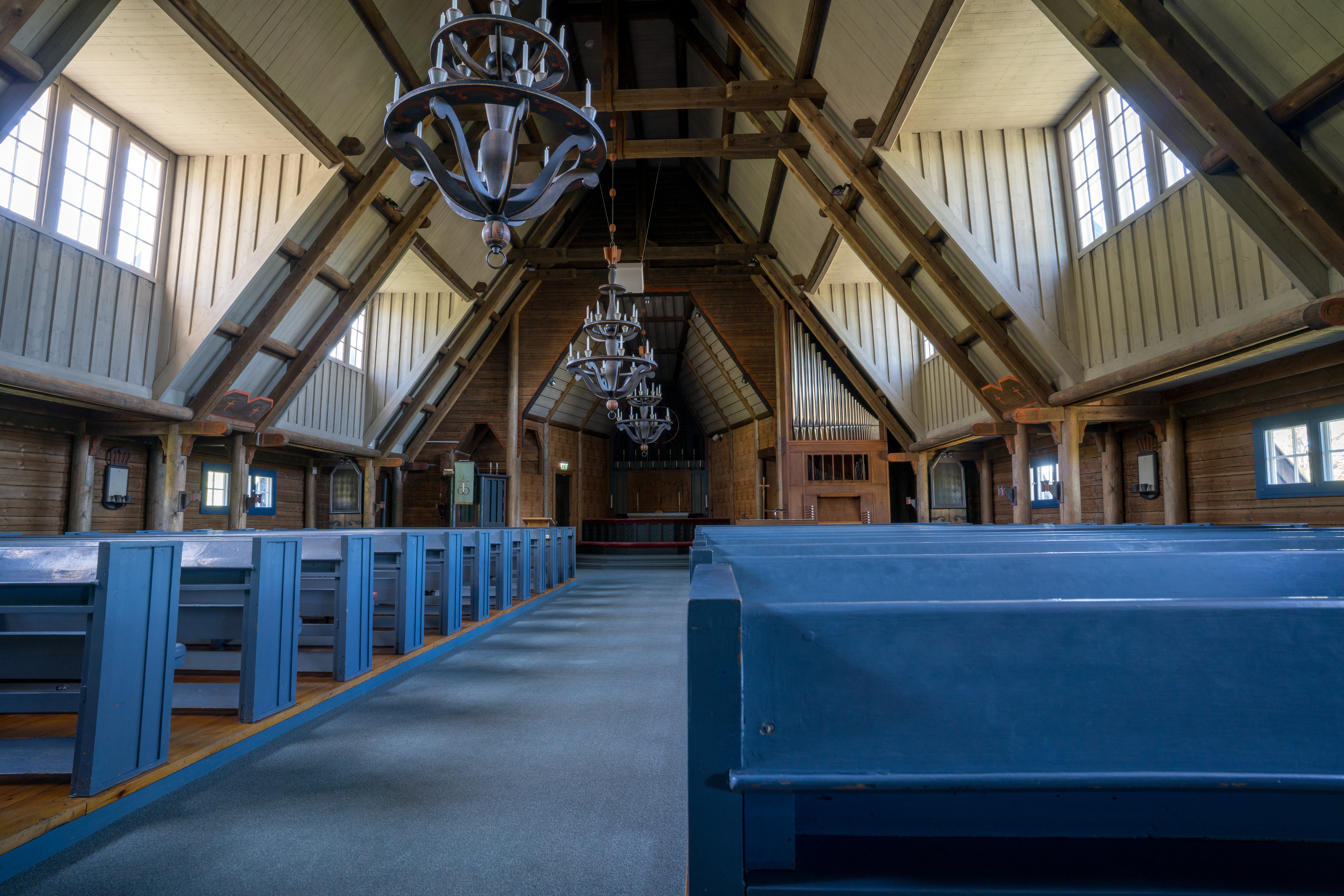
Solbergs kyrka, interiör.
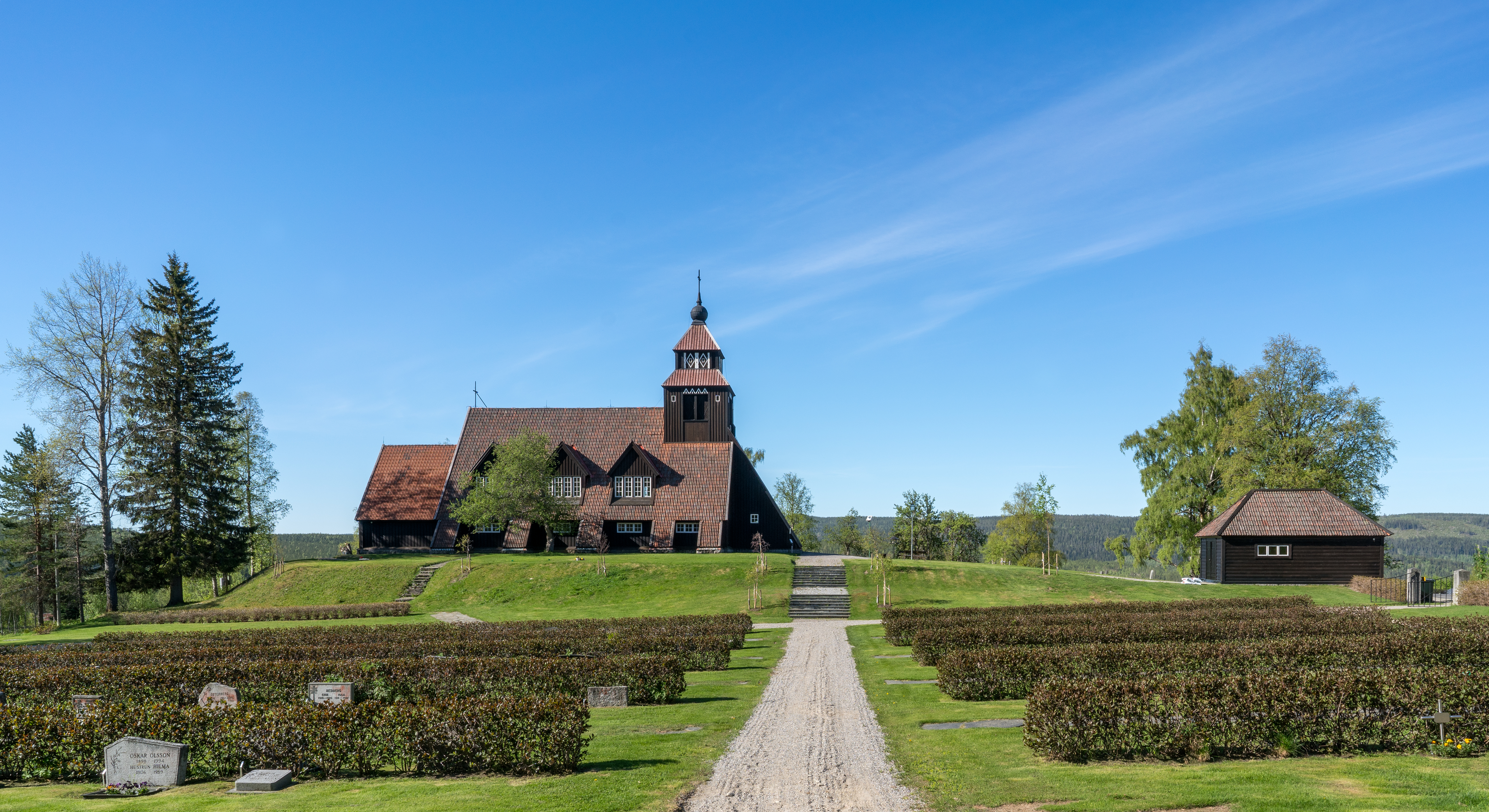
Solbergs kyrka, vy mot söder.